# Матей Іліє
Матей Кристиян Іліє (рум. Matei Cristian Ilie, нар. 11 грудня 2002, П'ятра-Нямц, Румунія) — румунський футболіст, центральний захисник клубу ЧФР.

## Ігрова кар'єра

### Клубна
Матей Іліє народився в Румунії, але займатися футболом почав в Італії. На молодіжному рівні він грав за команди «Про Сесте» та «Падова». 10 вересня 2022 року Матей дебютував в італійській Серії С в першій команді «Падови» у поєдинку проти «Віченци».
Відігравши в Італії один сезон, у 2023 році Іліє повернувся до Румунії, де приєднався до клубу ЧФР. І 8 жовтня 2023 року в матчі проти столичного «Динамо» Іліє дебютував у чемпіонаті Румунії.

### Збірна
З 2023 року Матей Іліє грає за молодіжну збірну Румунії.

## Титули
- Володар Кубка Румунії (1):

«ЧФР Клуж»: 2024-25

## Особисте життя
Батько Матея — Коyстантин Іліє в минулому професійний футболіст, відомий своїми виступами за клуб «Чахлеул». Зараз працює тренером.